# Tigaraksa (plaats)
Tigaraksa is een bestuurslaag in het regentschap Tangerang van de provincie Banten, Indonesië. Tigaraksa telt 9795 inwoners (volkstelling 2010).